# بوكاهونتاس (إلينوي)
بوكاهونتاس (بالإنجليزية: Pocahontas)‏ هي منطقة سكنية تقع في الولايات المتحدة في إلينوي. يقدر عدد سكانها بـ 784 نسمة .

## الموقع الجغرافي
الموقع الجغرافي للمناطق المحيطة بهذه النقطة هو كالتالي:

## أعلام
- غريتشين ويلسون